# جاكسون بوروزو
جاكسون بوروزو هو لاعب كرة قدم إكوادوري في مركز الدفاع، ولد في 4 أغسطس 2000 في مقاطعة إسمرالداس في الإكوادور. لعب مع نادي سانتوس.

## وصلات خارجية
- جاكسون بوروزو على موقع الاتحاد الأوربي (الإنجليزية)
- جاكسون بوروزو على موقع اتحاد تركيا (لاعب) (الإنجليزية)
- جاكسون بوروزو على موقع قاعدة بيانات كرة القدم.إي يو (الإنجليزية)
- جاكسون بوروزو على موقع ليكيب (الفرنسية)
- جاكسون بوروزو على موقع ناشيونال فوتبول تيمز (الإنجليزية)
- جاكسون بوروزو على موقع Soccerway.com (الإنجليزية)
- جاكسون بوروزو على موقع عالم كرة القدم.نت (الإنجليزية)